# Анголар (денежная единица)
 Анголар, реже анголяр (порт. angolar — дословно «ангольский») — португальский заморский эскудо, денежная единица Анголы с 1926 по 1958 год (в 1926—1928 годах параллельно с ангольским эскудо). Делилась на 100 сентаво или 20 макут.

## История
Анголар был введён в обращение в сентябре 1926 года, заменив в 1928-м ангольский эскудо, чей курс был привязан к португальскому эскудо в соотношении 1:1. Курс обмена банкнот составил: 1 анголар = 1,25 эскудо. При этом соотношение анголара с португальским эскудо осталось неизменным — 1:1. В соотношении 1:1 в дополнение к старым сентаво (1/100 ангольского эскудо) были выпущены и новые сентаво, равные 1/100 анголара. Таким образом, реформа по сути означала девальвацию ангольской национальной валюты в 1,25 раза.
В 1958 году в рамках унификации денежного обращения в португальских колониях анголар был вновь заменен на ангольский эскудо. Монеты в эскудо для Анголы начали чеканить уже в 1952 году.

## Монеты
При введении анголара были выпущены монеты достоинством 1, 2, 5, 10, 20 и 50 сентаво. В 1948—1950 годах появились новые разновидности монет номиналом 10, 20 и 50 сентаво.

## Банкноты
В сентябре 1926 года Валютный совет Анголы выпустил в обращение банкноты номиналами 1, 2½, 5 и 10 анголаров. В 1927 году Банк Анголы выпустил также денежные знаки достоинством 20, 50, 100 и 500 анголаров. В 1942 году генерал-губернатор санкционировал выпуск новой разновидности банкнот в 1 и 2½ анголара, в 1944 году — в 1000 анголаров, наконец, в 1947 году — новой разновидности банкнот в 5 и 10 анголаров.